# Фундатура Ракитоаса (Бакау)
Фундатура Ракитоаса (рум. Fundătura Răchitoasa) насеље је у Румунији у округу Бакау у општини Ракитоаса. Oпштина се налази на надморској висини од 244 m.

## Становништво
Према подацима из 2002. године у насељу је живело 312 становника, од којих су сви румунске националности.